# With Love, J
| Оценки критиков   | Оценки критиков |
| Источник          | Оценка          |
| ----------------- | --------------- |
| The Star          | 6/10            |
| The Straits Times | [ 2 ]           |

With Love, J — дебютный мини-альбом американской певицы и актрисы Джессики. Корейская версия включает в себя шесть песен и была выпущена 17 мая 2016 года. Англоязычная версия, включающая пять песен (без «Dear Diary») была выпущена 27 мая 2016 года. Альбом стал первым релизом Джессики после ухода из Girls’ Generation в сентябре 2014 года. «Fly» и «Love Me the Same» стали синглами с альбома и были выпущены 17 и 18 мая соответственно.

## Предпосылки и релиз
В 2000 году Джессика подписала контракт с S.M. Entertainment, и в августе 2007 года дебютировала как участница Girls’ Generation. 30 сентября 2014 года через свой персональный аккаунт в Weibo она сообщила, что была выгнана из коллектива; через несколько часов данную информацию подтвердила и сама компания. Последней песней в составе SNSD стала «Devine», которая вошла в переиздание японского сборника хитов The Best. 6 августа 2015 года стало известно, что Джессика расторгнула контракт с агентством.
В феврале 2016 года Джессика объявила о релизе своего первого альбома на новом лейбле — Coridel Entertainment. Позже стало известно, что выход альбома назначен на май 30 апреля был опубликован трек-лист.. Чон приняла участие в написании четырёх из шести песен. Названием альбома стало With Love, J.

## Промоушен
Музыкальное видео на дебютный сингл «Fly» было выпущено 17 мая 2016 года, и за первые сутки набрало более 2 миллионов просмотров. Видеоклип на второй сингл «Love Me the Same» было выпущено на следующий день, 18 мая.
Альбом стал доступен для предзаказа на различных онлайн-сервисах. Первые 60 тысяч копий были распроданы за один день.

## Список композиций
| №                   | Название                | Текст песни                | Музыка                                                             | Аранжировка                         | Длительность |
| ------------------- | ----------------------- | -------------------------- | ------------------------------------------------------------------ | ----------------------------------- | ------------ |
| 1.                  | «Fly» (feat Fabolous)   | Jessica Jung               | Jessica Jung Karriem Mack Eric Fernandez Tatiana Matthews Fabolous | Karriem Mack Eric Fernandez Jay Kim | 4:12         |
| 2.                  | «Big Mini World»        | Kim Eun-soo Jay Kim        | T-SK Jasmine Anderson BIG-F                                        | T-SK                                | 3:11         |
| 3.                  | «Falling Crazy In Love» | Jessica Jung               | Henrik Nordenback Christian Fast Lisa Demond                       | Henrik Nordenback                   | 4:01         |
| 4.                  | «Love Me the Same»      | Jessica Jung               | Jessica Jung Eric Fernandez Karriem Mack Julien Cross              | Karriem Mack Eric Fernandez Jay Kim | 3:24         |
| 5.                  | «Golden Sky»            | Jessica Jung               | Jessica Jung Karriem Mack Tatiana Matthews Liana Banks             | Karriem Mack Jay Kim                | 3:15         |
| 6.                  | «Dear Diary»            | Jay Kim D.EAR Joo Dong-jun | D.EAR                                                              | D.EAR                               | 3:19         |
| Общая длительность: | Общая длительность:     | Общая длительность:        | Общая длительность:                                                | Общая длительность:                 | 21:22        |

Примечание: Английская версия не содержит песни «Dear Dairy».

## Чарты
| Чарт (2016)                       | Пиковая позиция |
| --------------------------------- | --------------- |
| Япония (Oricon)                   | 34              |
| Южная Корея (GAON)                | 1               |
| US Heatseekers Albums (Billboard) | 16              |
| US World Albums (Billboard)       | 4               |

| Чарт (2016)        | Позиция |
| ------------------ | ------- |
| Южная Корея (Gaon) | 33      |

## История релиза
| Страна        | Дата             | Издание             | Формат                | Лейбл                                |
| ------------- | ---------------- | ------------------- | --------------------- | ------------------------------------ |
| Южная Корея   | 17 мая 2016 года | Корейская версия    | CD, цифровая загрузка | Coridel Entertainment, Interpark INT |
| По всему миру | 17 мая 2016 года | Корейская версия    | Цифровая загрузка     | Coridel Entertainment, Interpark INT |
| По всему миру | 27 мая 2016 года | Англоязычная версия | Цифровая загрузка     | Coridel Entertainment                |